# Jay Moriarity
Jay Moriarity (* 16. Juni 1978 in Georgia; † 15. Juni 2001 vor der Küste von Kaafu, Malediven) war ein Surfer aus Santa Cruz (Kalifornien).
Moriarity wurde durch das Surfen in Mavericks (Half Moon Bay, Kalifornien) bekannt. 1994 erfasste, direkt nach dem Anpaddeln, starker Wind sein Board und er stürzte vier Stockwerke in die Tiefe. Ein Foto, das ihn dabei mit weit ausgebreiteten Armen zeigt, ging als Cover des US-amerikanischen "Surfer"-Magazins um die Welt.
Er ertrank beim Freitauchen auf den Malediven einen Tag vor seinem 23. Geburtstag und hinterließ seine Ehefrau Kim.
Seine Biografie war Grundlage des Spielfilms Mavericks – Lebe deinen Traum, der von den Regisseuren Curtis Hanson und Michael Apted 2012 inszeniert wurde. Die Rolle von Moriarity übernahm der Schauspieler Jonny Weston.